# Charles-Jules Guiguer de Prangins

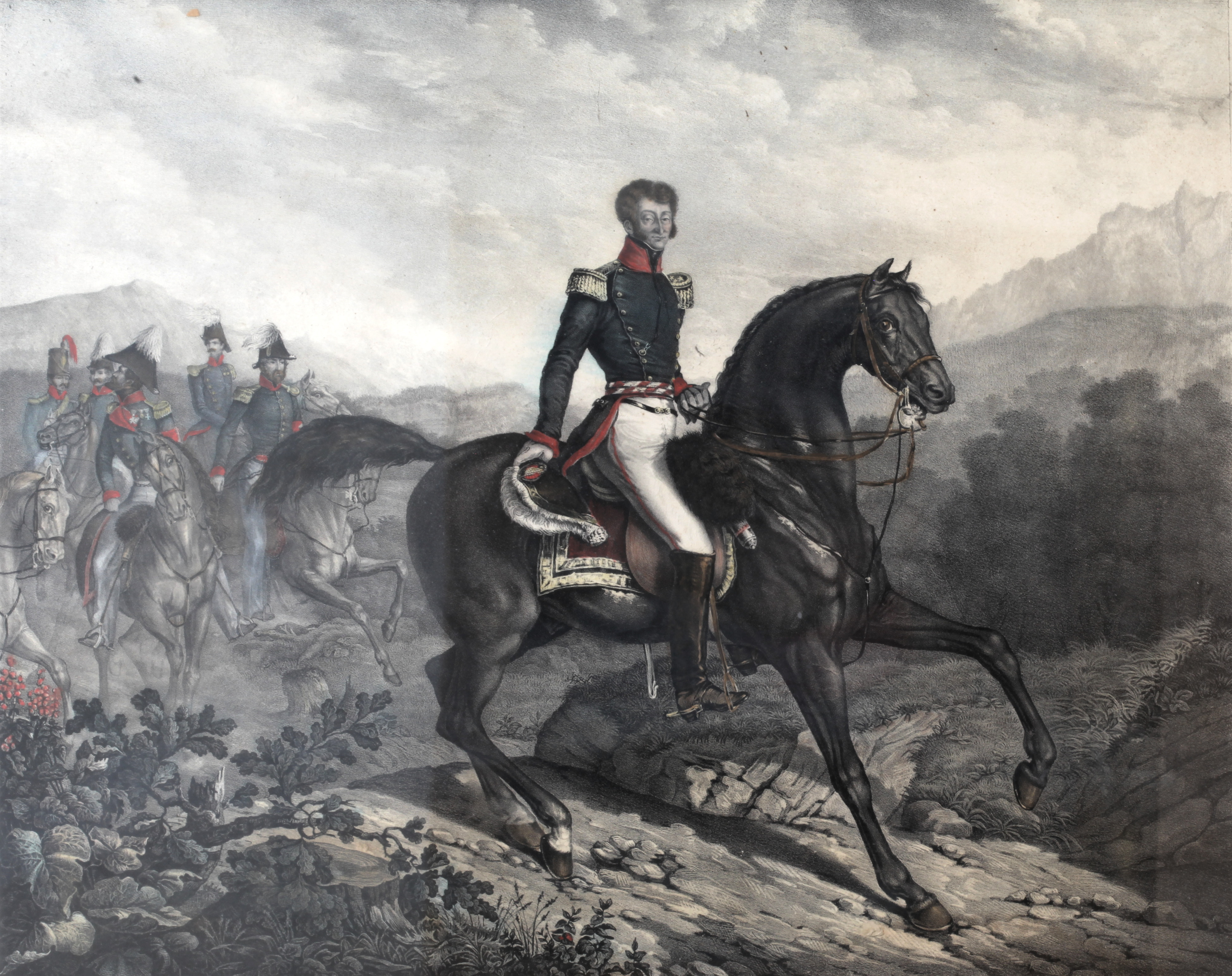
Charles-Jules Guiguer de Prangins

Charles-Jules Guiguer de Prangins (* 26. August 1780 in Prangins; † 7. Juli 1840 in Lausanne) war ein Schweizer Politiker und als General 1830 und 1838 Oberbefehlshaber der Schweizer Armee.

## Leben
Charles-Jules Guiguer de Prangins besuchte Schulen in der Schweiz und studierte Geisteswissenschaften in Leipzig und Göttingen. Er trat 1798 den aufständischen Waadtländer Truppen bei, die unter dem französischen General Guillaume Brune die Alte Eidgenossenschaft eroberten. 1799 nahm er im Zweiten Koalitionskrieg auf Seiten Frankreichs an den beiden Schlachten von Zürich teil.
Im Dezember 1830 ernannte ihn die Tagsatzung zum General, um angesichts des drohenden Kriegs in Europa gerüstet zu sein. Ein zweites Mal wurde Guiguer 1838 zum General ernannt, als Frankreich die Schweiz zur Auslieferung des Prinzen Louis-Napoleon Bonaparte zwingen wollte.
Als Politiker wurde Guiguer mit 34 Jahren Waadtländer Grossrat und amtierte später von 1827 bis 1830 als Staatsrat der Waadt. Seine Familie besass Herrschaft und Schloss Prangins. Charles-Jules Guiguer de Prangins verkaufte es 1814 an Joseph Bonaparte.

## Familie
Charles-Jules Guiguer de Prangins war der Sohn von Louis-François de Prangins (1741–1786), einem Schweizer Offizier in französischen Diensten, und der Matilda Shore Cleveland (1758–1817) aus Bideford in Devon (England), Tochter von John Cleveland (1706–1763), Sekretär der Britischen Admiralität und Erbe des Anwesens «Tapeley Park» in Bidford. Guiguer de Prangins heiratete 1805 Marie-Françoise Hazard (1786–1846) aus London. Das Ehepaar hatte fünf Kinder:
- Caroline Guiguer de Prangins (1806–1843)
- Adolphe Guiguer de Prangins (1807–1834)
- Arthur Guiguer de Prangins (1808–1867)
- Gustave Guiguer de Prangins (1810–1840)
- Jules Edouard Adolphe Guiguer de Prangins (1820–1861)